# Encyklopedia staropolska (Gloger)

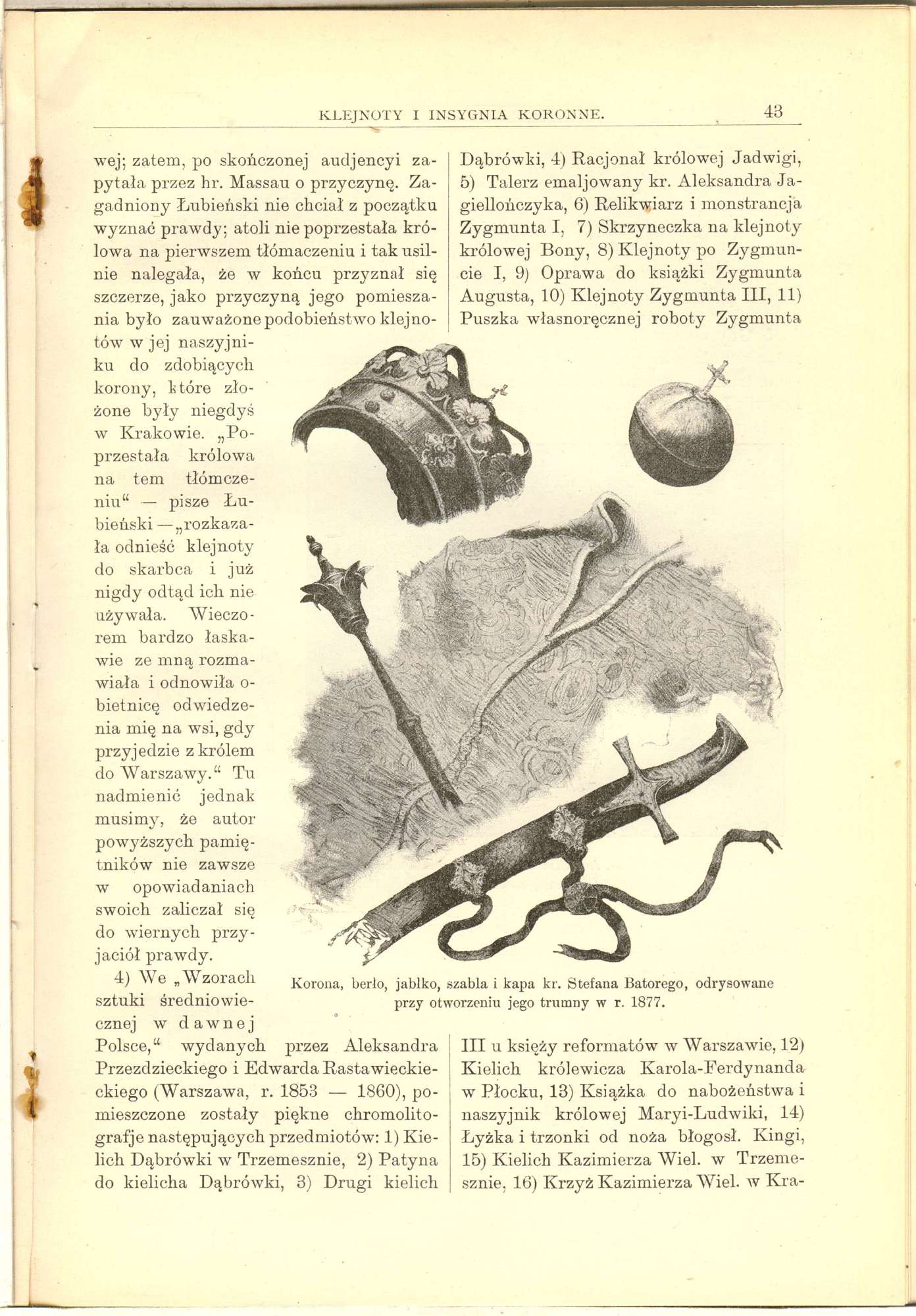
Korona, berło, jabłko i szabla króla Stefana Batorego odrysowane po otworzeniu trumny w 1877.

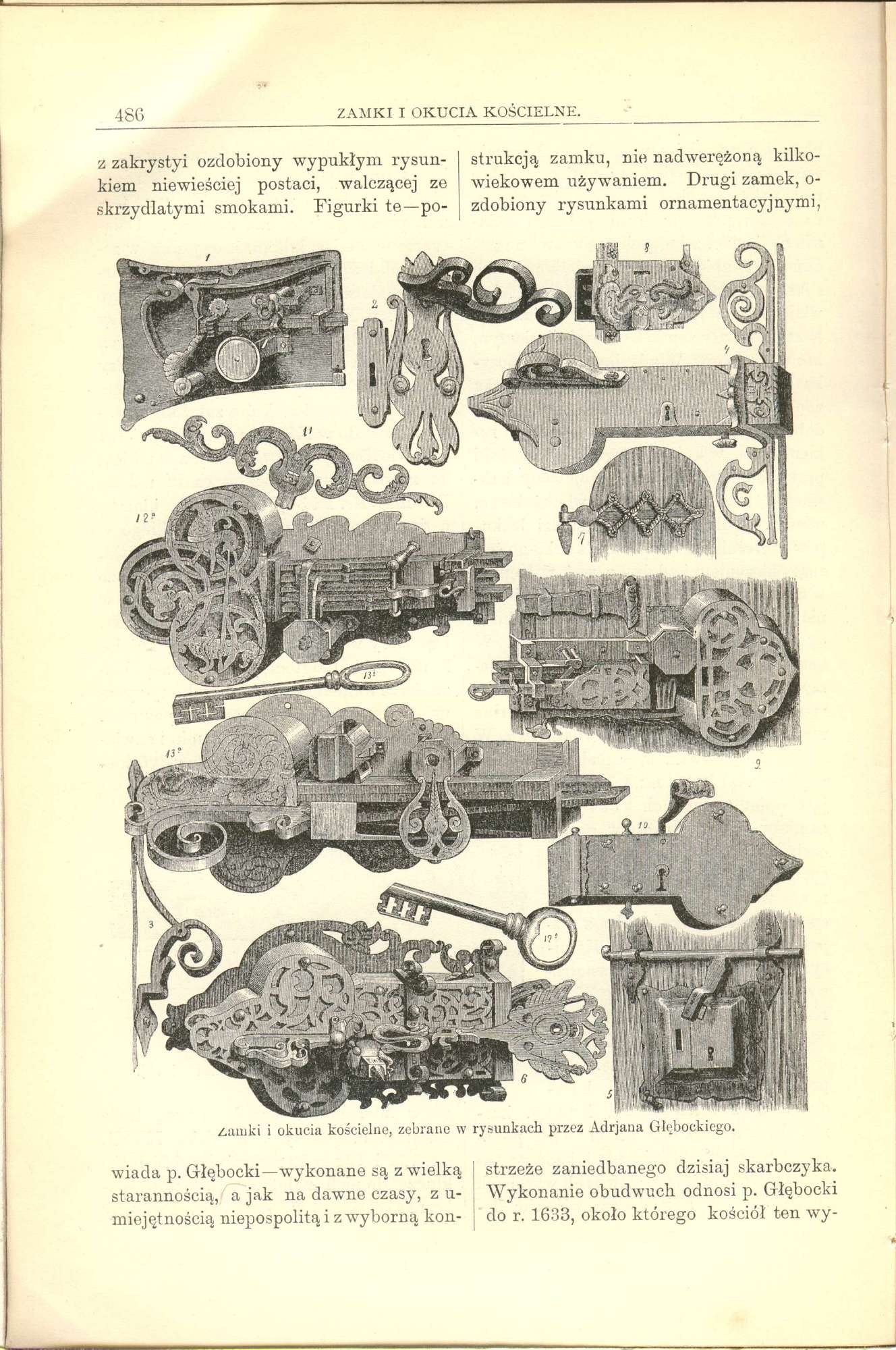
Stare zamki i okucia drzwi ilustracje Adriana Głębockiego z tomu IV encyklopedii

Encyklopedia staropolska ilustrowana (popularnie zwana: Encyklopedią Glogera lub Encyklopedią staropolską Glogera) – czterotomowa, polska encyklopedia historyczna poświęcona staropolszczyźnie, autorstwa Zygmunta Glogera, wydana w latach 1900–1903 w Warszawie .

## Historia
Encyklopedia wydana została w latach 1900–1903 w Warszawie znajdującej się wówczas pod zaborem rosyjskim. Wydana została w języku polskim. Jej treść została ocenzurowana przez carski urząd, co uwidacznia rosyjski nadruk na każdym tomie Дозволено Цензурою. Варшава, 20 Ноября 1900 года, czyli Dozwolone przez cenzurę. Warszawa, 20 listopada 1900 roku .
Historię powstania wydawnictwa opisał sam autor na końcu tomu IV w posłowiu zatytułowanym Zdanie sprawy z całego ciągu pracy i wydawnictwa. Na pomysł napisania jej wpadł w 1868 roku kiedy rozpoczął studia z zakresu historii i archeologii w Krakowie na Uniwersytecie Jagiellońskim. Poznał wówczas Józefa Szujskiego i z jego inspiracji podjął próbę opracowania Inwentarza dawnej Rzeczypospolitej, który miał być słownikiem geograficznym obejmującym nazwy wszystkich wsi, osad, miast, rzek, strumieni, jezior i gór ze wskazaniem przy każdej nazwie odpowiadających im dokumentów historycznych .
W miarę postępu prac Gloger uświadomił sobie, że sam nie da rady wykonać tej pracy i rozpoczął poszukiwanie współpracowników, których nie znalazł. Z tego powodu zawiesił po kilku latach ten projekt. Wykonana praca nie stała się jednak bezowocna, ponieważ autor wykorzystał ją później w swoim dziele Geografia historyczna ziem dawnej Polski. Materiały zebrane w czasie pracy nad tymi projektami stały się również bazą, która zapoczątkowała powstanie Encyklopedii staropolskiej ilustrowanej wydanej w latach 1900–1903. Jak sam napisał to Zygmunt Gloger w zamykającym tekst encyklopedii artykule, praca nad nią trwała ponad 30 lat od 1868 do 1900 roku .
W latach 1900–1903 pojawiły się dodatkowe problemy przy drukowaniu i wydawaniu dzieła. Początkowo Gloger sam nie zamierzał zostać wydawcą i poszukiwał nakładcy, ale nikt nie chciał się podjąć wydania jego encyklopedii. W ocenie autora księgarze bali się brać na siebie koszty tak dużego projektu wydawniczego, gdyż w razie niepowodzenia ponieśliby duże straty. Nie powiodły się też próby utworzenia komitetu redakcyjnego, który zdjąłby z jego barków część pracy. Z biegiem czasu przedsięwzięcie doczekało się grupy współpracowników, ale to Zygmunt Gloger musiał doprowadzić projekt do końca i wykonać większość związanych z nim zadań. Ogrom pracy spowodował, że autor był przepracowany i przez 4 lata druku nie miał nawet ani tygodnia wytchnienia i wyjazdu na wieś w porze letniej .
Duże problemy pojawiły się przy finansowaniu projektu. Dzieło było początkowo wydawane ze środków finansowych autora. Na stronie tytułowej drugiego tomu znajduje się adnotacja, że wydany został on:  z udziałem zapomogi Kasy pomocy dla osób, pracujących na polu naukowem, imienia d-ra J. Mianowskiego, czyli z dotacją pieniężną Kasy im. Józefa Mianowskiego. W posłowiu Gloger pisze, że ostatecznie Encyklopedia staropolska w połowie sfinansowana została przez Kasę Mianowskiego, a w połowie z nakładów autora oraz wsparcia innych donatorów  .

## Redakcja encyklopedii
Encyklopedia przedstawiana oficjalnie jako dzieło Zygmunta Glogera miała jednak w dużej mierze charakter zespołowy, a współautorami było również wielu przedstawicieli XIX-wiecznej polskiej inteligencji .
Chociaż Zygmunt Gloger jest autorem większości artykułów oraz pełnił rolę redaktora naczelnego, to hasła do tej encyklopedii napisali także inni wybitni polscy historycy oraz specjaliści z różnych dziedzin nauki, do których inicjator wydawnictwa się o to zwracał. Byli to: Władysław Łuszczkiewicz, który napisał artykuły z dziedziny architektury: Baldachim, Balustrada, Blanki, Hieronim Łopaciński (Pomniki, Słowniki polskie), Józef Rostafiński (Rośliny miłośnicze), Aleksander Poliński (kilkanaście dawnych melodyi), Bogusław Kraszewski (Labirynty, i różne rysunki i przyczynki), Jan Karłowicz (Miesiące), Jan Karol Kochanowski (Kalendarz), Feliks Koper (Klejnoty koronne), Stefan Suchecki (część artykułu: Pieczęcie najstarsze szlachty polskiej), Wiktor Gomulicki (Litografie polskie najdawniejsze), Tymoteusz Łuniewski (Radło, Socha), Wacław Nowakowski (Obrazy cudowne Najśw. MB), Henryk Sadowski (Ordery polskie), Bronisław Gembarzewski (mnóstwo artykułów z dziedziny wojskowości) .
Z autorem współpracowały także inne osoby wspomagając go finansowo, organizacyjnie, a także wykonując ilustracje lub udostępniając mu zbiory. Zygmunt Gloger wymienia szereg osób: od których Encyklopedja Staropolska doznała szczególniejszej życzliwości. Na liście tej znaleźli się Matias Bersohn, Aleksander Moes, J. Glass, Tadeusz Hiż, Jan Peszke, Leopold Julian Kronenberg, Leopold Méyet, Aleksander Kraushar, Stefan Giller, Michał Greim, Gustaw Bisier, Wiktor Luboradzki, Tadeusz Siemieński, Wand. Czarnecki, Stanisław Leszczyński, Czesław Boczkowski, Stanisław Kierznowski, Władysław Jelski, Henryk Dobrzycki, Teodor Ziembiński, Marcin Olszyński, Zygmunt Wolski, dr G. Szpilewski, Jan Gadomski, Bolesław Markowski, Henryk Dynowski, Wincenty Janowski, Jan Karłowicz, Aleksander Walerian Jabłonowski, Władysław Grabowski, Władysław Sękowski, W. Fiedorowicz, Michał Federowski, Antoni Strzałecki, Franciszek Kraszewski, Adam Starzeński, Wiktor Szumański, Ignacy Wróblewski, p. B. Kondratowiczowa i Szymon Askenazy .
W warstwie ilustracyjnej encyklopedii wykorzystane zostały prace polskich malarzy, grafików oraz fotografów. Byli to m.in. Adrian Głębocki, Michał Greim, Bogusław Kraszewski, Bronisław Gembarzewski, Marcin Olszyński, Antoni Strzałecki i inni .

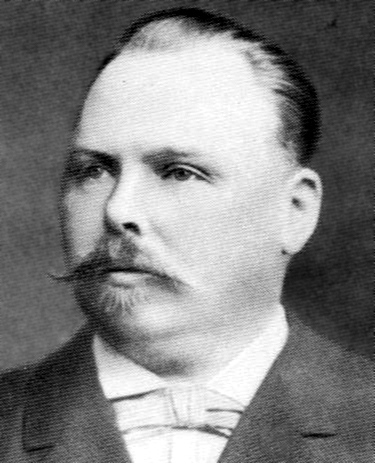
Zygmunt Gloger – inicjator, autor większości warstwy tekstowej encyklopedii
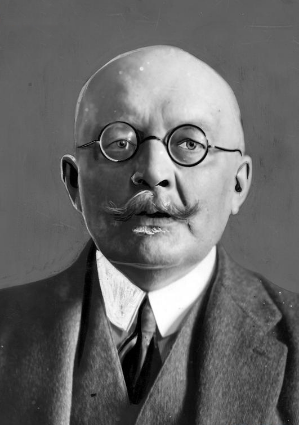
Jan Karol Kochanowski – autor hasła Kalendarz
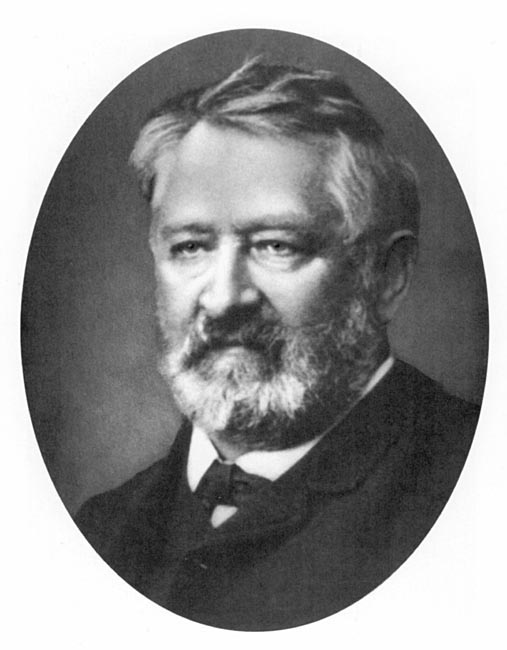
Władysław Łuszczkiewicz – autor haseł Baldachim, Balustrada, Blanki
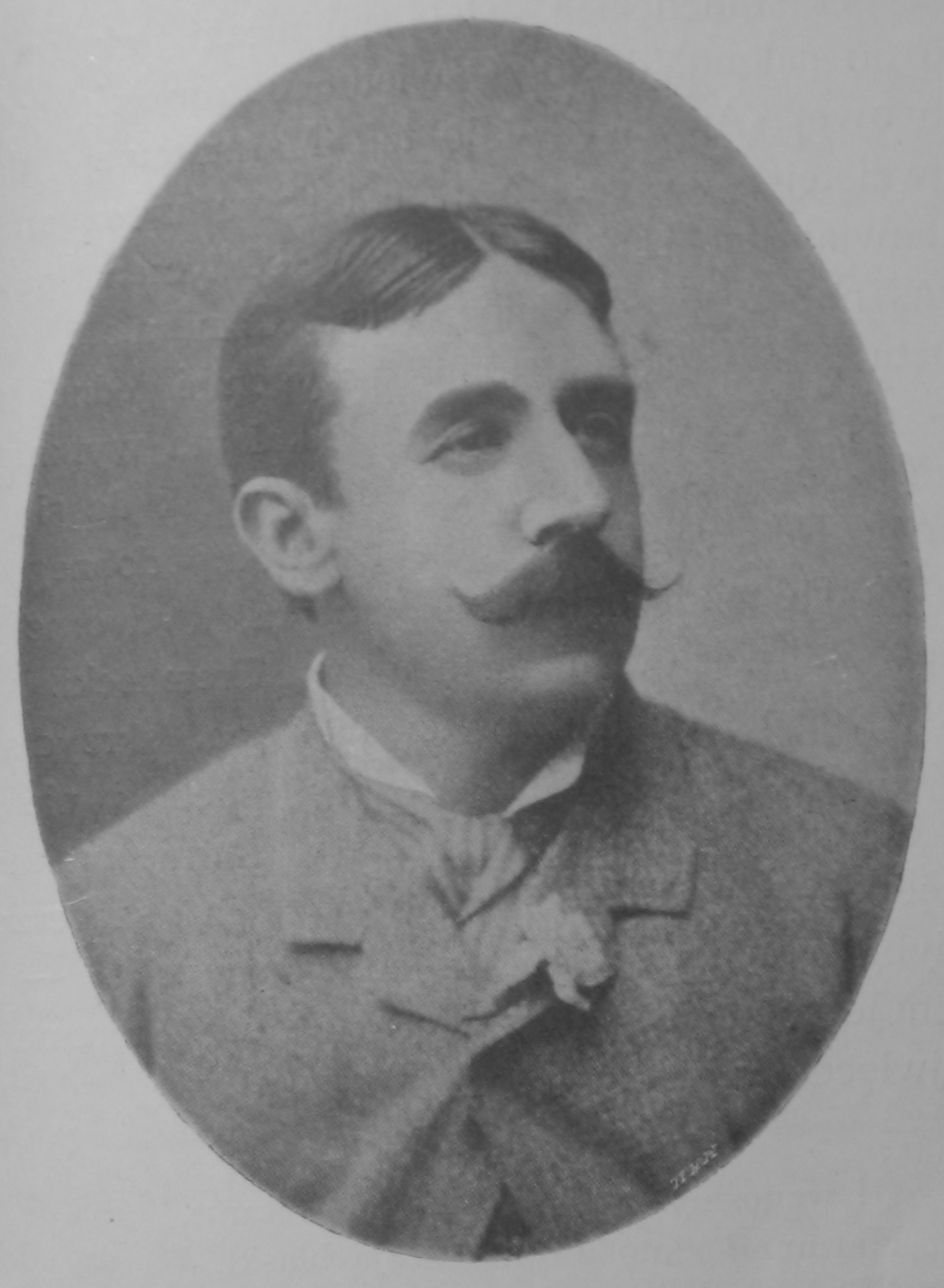
Wiktor Gomulicki, autor hasła Litografie polskie najdawniejsze

## Zawartość encyklopedii

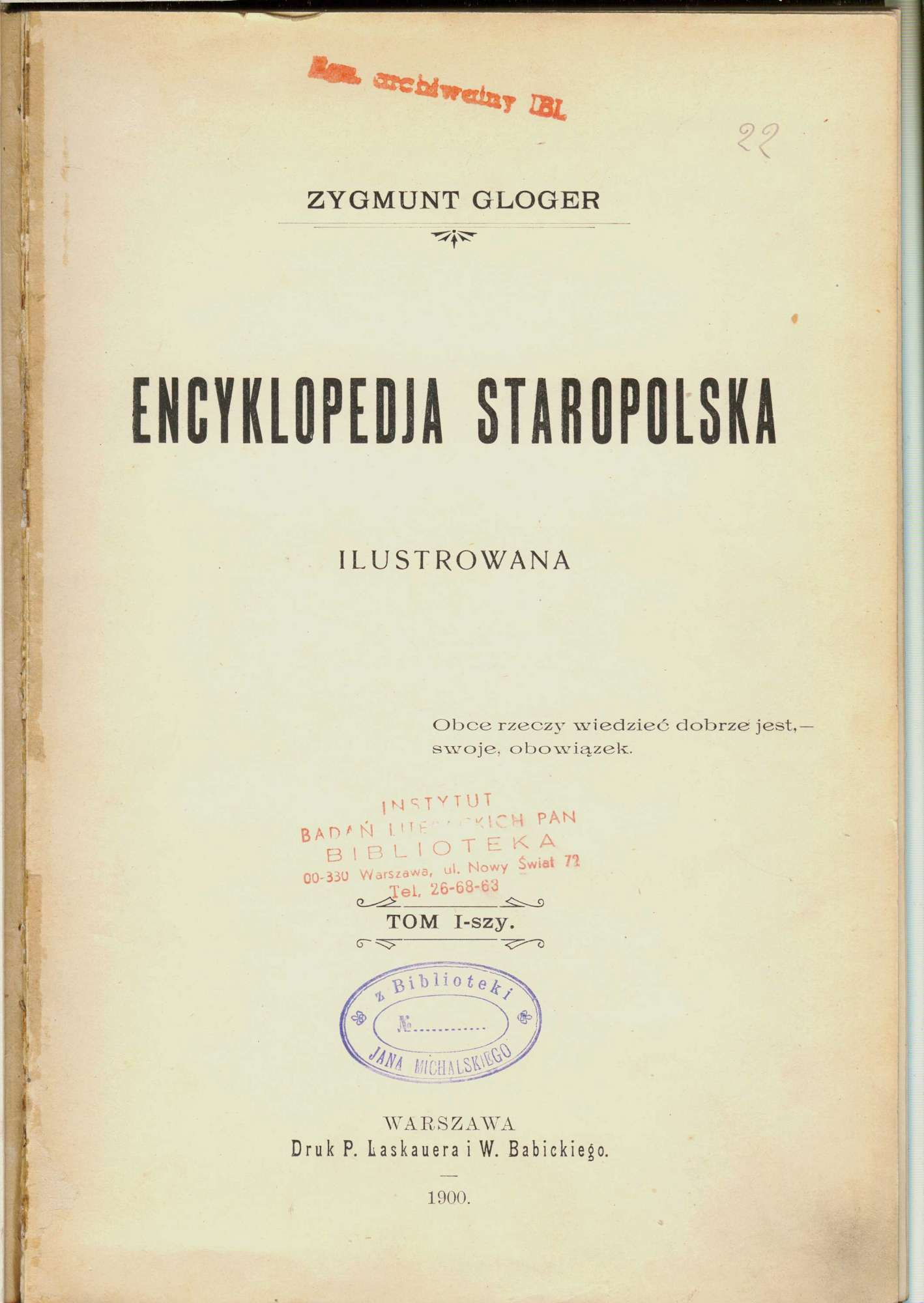
Strona tytułowa tomu I (1900)

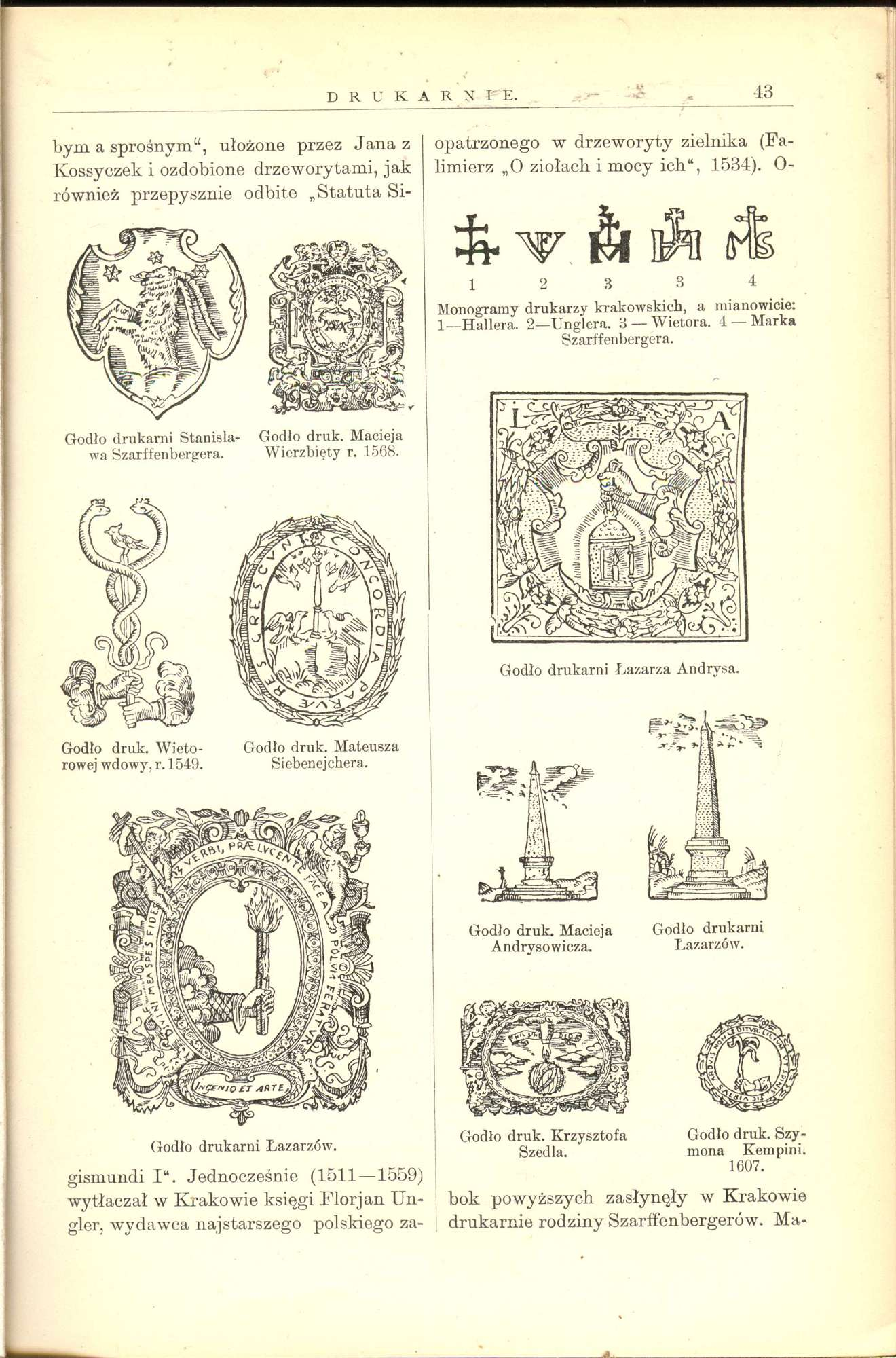
Wizerunki staropolskich sygnetów wydawniczych do artykułu Drukarnie

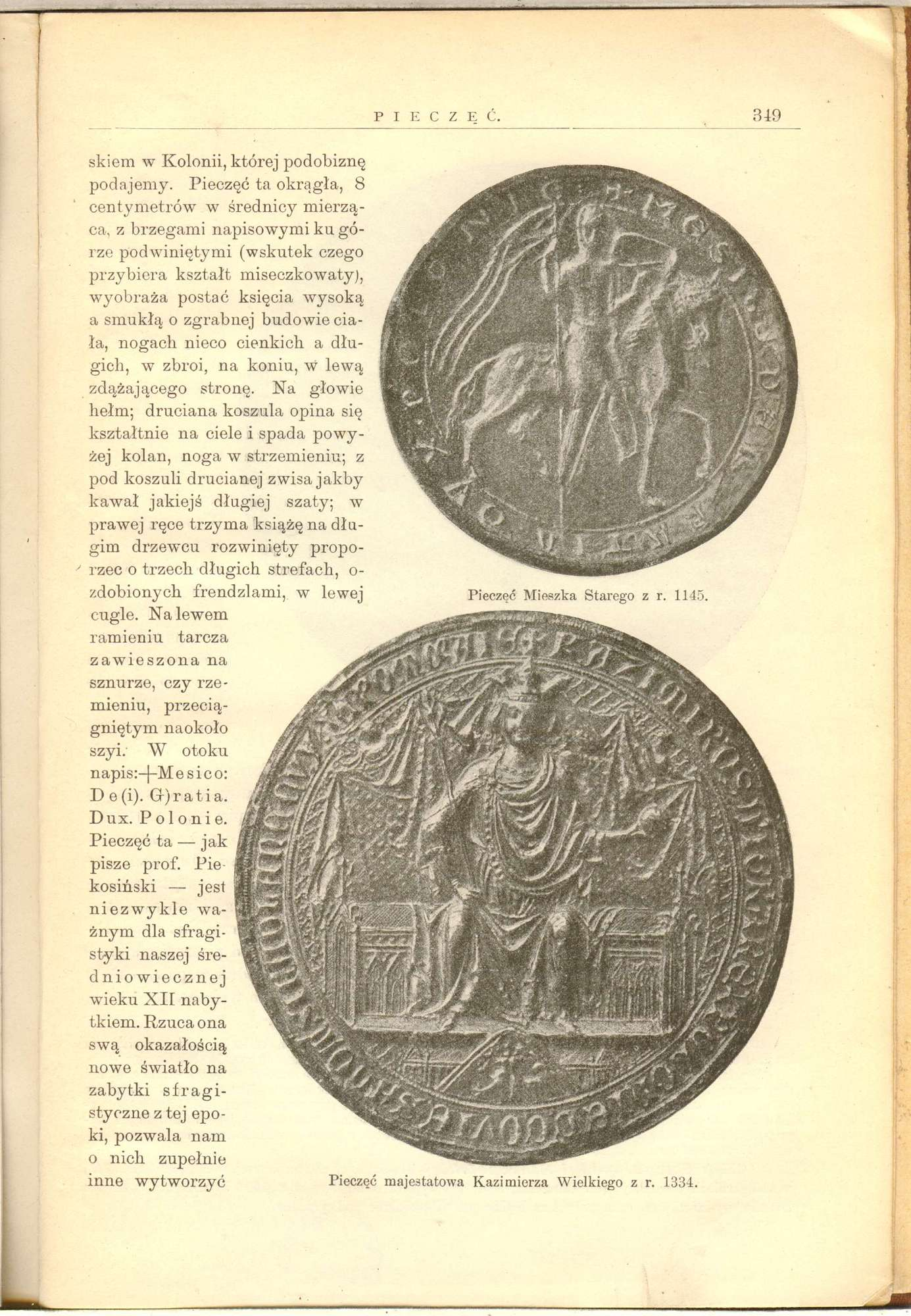
Zdjęcia pieczęci: Mieszka Starego (1145) i Kazimierza Wielkiego (1334)

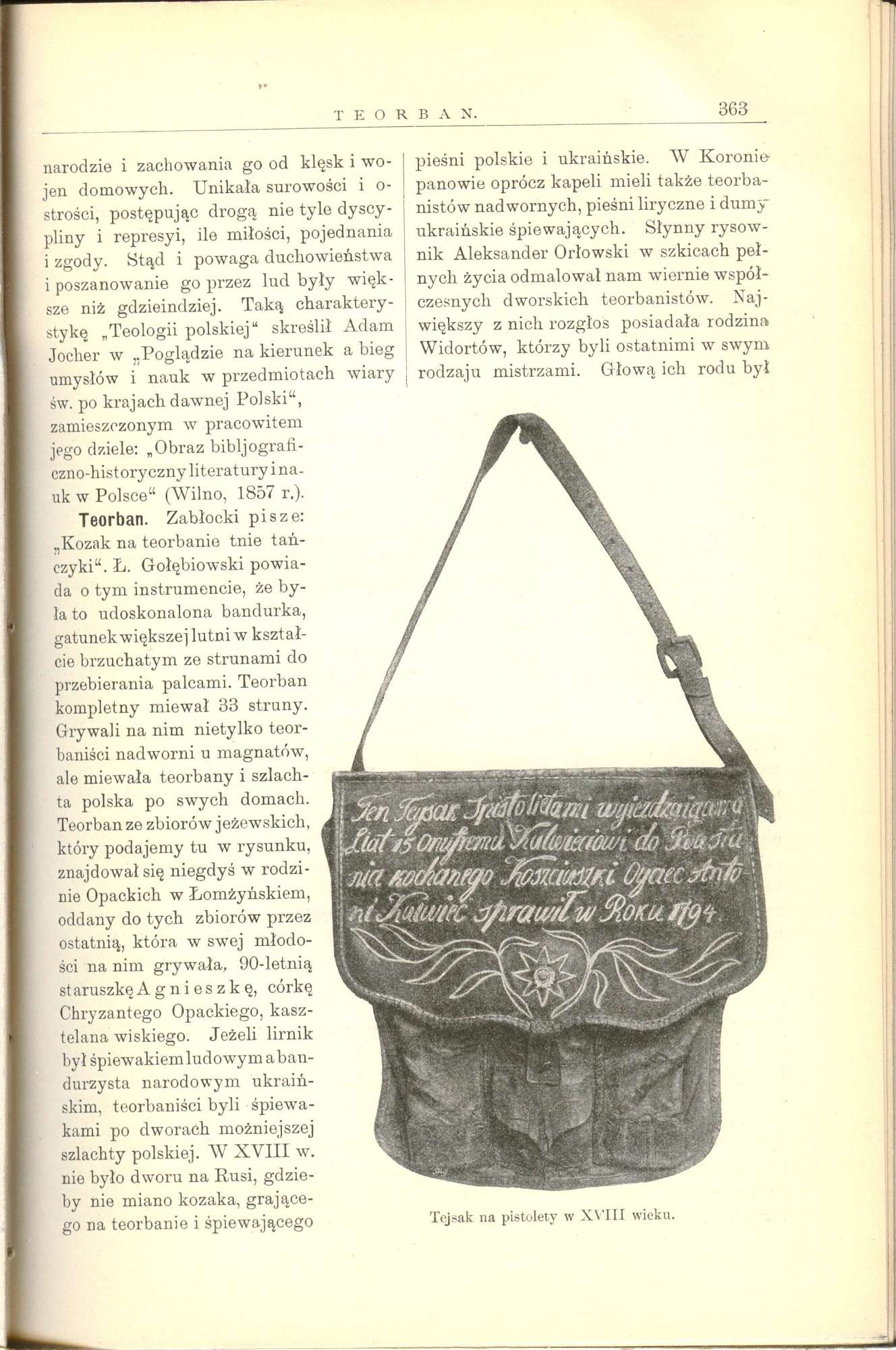
Zdjęcie z tomu IV: tejsak na pistolety z XVIII wieku

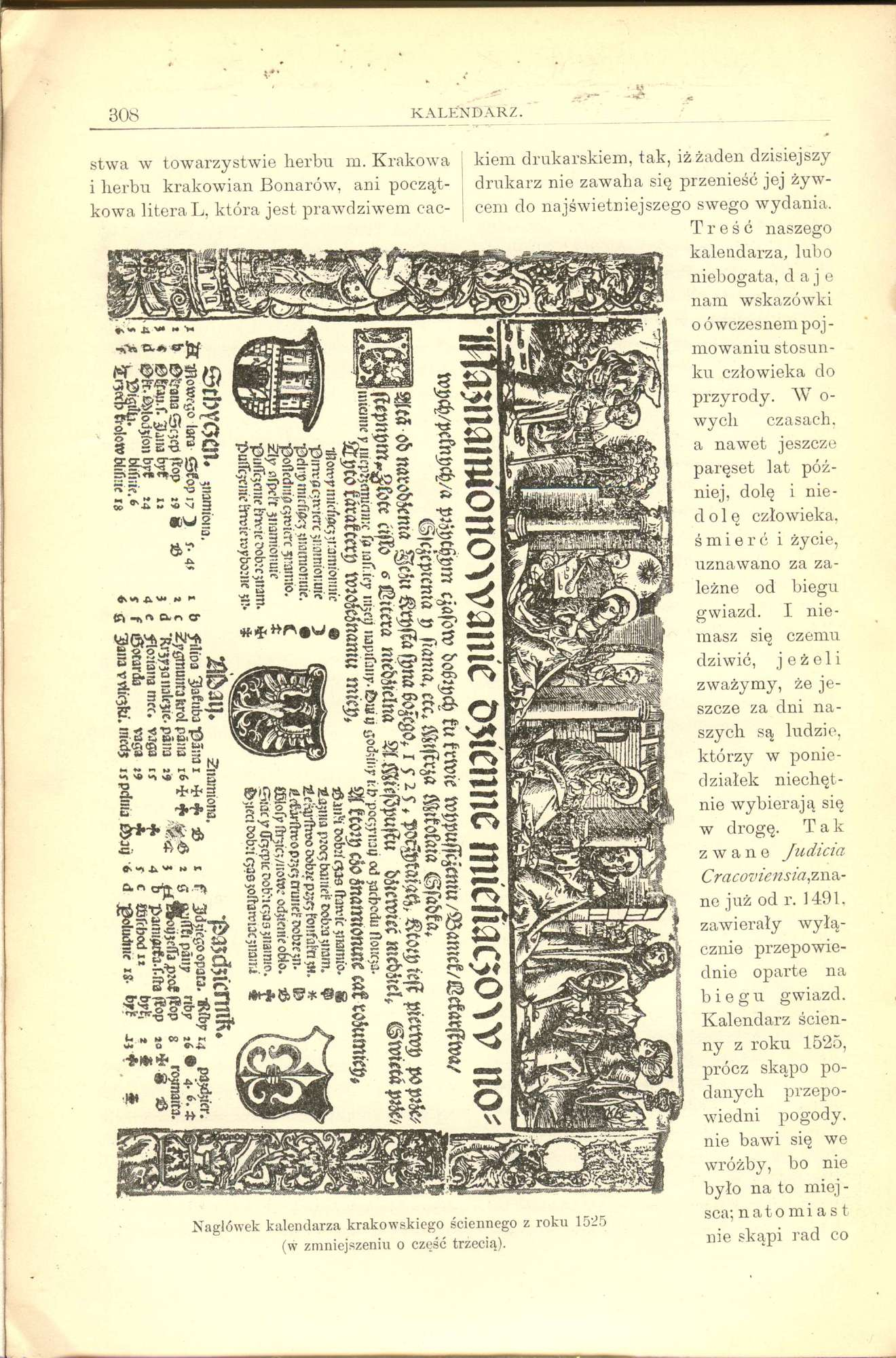
Wizerunek nagłówka ściennego kalendarza wyd. Kraków, 1525

Encyklopedia zawiera niemal 3000 artykułów oraz około 800 czarno-białych ilustracji. Druk ma w dziele układ dwuszpaltowy. Wszystkie tomy liczą w sumie 1521 stron. Treść encyklopedii obejmuje okres od najdawniejszych dziejów Słowian do rozbiorów Polski .
Na stronie tytułowej każdego tomu umieszczone jest motto autorstwa Glogera: Obce rzeczy wiedzieć dobrze jest, – swoje, obowiązek. 
Encyklopedia nie zawiera skorowidzów oraz spisu artykułów, które obejmowałyby wszystkie 4 tomy. Autor zrezygnował z nich świadomie ze względu na większe koszty druku, brak czasu oraz goniące go terminy .
W posłowiu Zygmunt Gloger ujawnia, że materiały, którymi dysponował pozwalały na wydanie encyklopedii kilkunastotomowej. Ze względów finansowych musiał wydawnictwo zredukować do 4 tomów. W związku z tym wiele zebranych materiałów nie zostało opublikowanych. Autor miał 1600 ilustracji, ale w encyklopedii ukazała się tylko połowa z nich .

## Opis techniczny, ceny i dystrybucja
Encyklopedia wychodziła w zeszytach. Prenumerata na 3 tomy w wydaniu zeszytowym wynosiła 8 rubli, a w oprawie introligatorskiej 9 rubli. Cena jednego tomu w oprawie introligatorskiej wynosiła 3 ruble. Sprzedawana była w księgarniach i redakcji Encyklopedii staropolskiej w Warszawie oraz wysyłkowo na terenie całego zaboru rosyjskiego .
Zamówienia odbywały się listownie przez pocztę i w ten sam sposób dostarczano paczkę do klienta. Opłata pocztowa wynosiła 50 kopiejek. Przy jednoczesnym zamówieniu wszystkich tomów encyklopedii wydawca przewidywał upust w wysokości 1 rubla, w wyniku czego wszystkie tomy kosztowały 11 rubli zamiast 12. Zakupu można było dokonać przedpłatą i za zaliczeniem pocztowym .
Wydawca planował wydanie wszystkich tomów do 1902 roku, ale data ta przesunęła się ostatecznie o rok .

## Uznanie, znaczenie i wpływ
Encyklopedia Glogera spotkała się z dużym uznaniem środowiska naukowego i w początku XX wieku doczekała się wielu pozytywnych recenzji polskich uczonych, historyków oraz krytyków literatury. Pozytywnie zrecenzowali encyklopedię w prasie: Aleksander Brückner , Szymon Askenazy, Aleksander Kraushar i Lucjan Rydel .
Już w momencie wydania „Encyklopedia staropolska” Zygmunta Glogera stała się wydawnictwem ważnym zarówno dla historii, jak też dla humanistyki polskiej. Dostrzegał to m.in. Aleksander Brückner, który w jednej z pierwszych recenzji tej encyklopedii zamieszczonej w 1902 roku w czasopiśmie Pamiętnik Literacki napisał o dziele Glogera: Myliłby się, ktoby przypuszczał, że ono jedynie historyka, czy archeologa obchodzić winno; właśnie my, zajmujący się literaturą jako działem umysłowości dawnej najobfitszym, potrzebujemy go jak najbardziej. (...) Dzieło zasługuje na największe powodzenie, dzisiaj szczególniej, kiedy taki popyt na historyczność i rodzimość. 
Encyklopedia Glogera stała się dla niego źródłem wiedzy oraz inspiracji do własnej pracy na ten temat – Encyklopedii staropolskiej wydanej w latach 1937–1939 w Warszawie. We wstępie do tego dzieła Brückner powołuje się na swojego poprzednika jako na źródło wiedzy, z którego korzysta we własnej pracy: Nie wahałem się natomiast powtarzać za Glogerem wielu drobnych artykułów, skracając je stale i dodając ile możności coś nowego.
Encyklopedia staropolska Glogera otrzymała również nagrodę naukową z fundacji doktora Pileckiego .
Autor otrzymywał podziękowania od Polonii z całego świata: (...) gdzieś z krańców świata, z Ziemi Ognistej, Mandżuryi, Turkiestanu, donoszących, że Encyklopedję czytają swej dziatwie ze łzami i błogosławieństwem . Ze względu na szerokie spektrum tematyczne oraz walory dokumentacyjne dzieło Glogera w wielu aspektach zachowało swoją wartość do czasów współczesnych .

## Krytyka
Obok ciepłego przyjęcia Encyklopedia staropolska Glogera spotkała się również z krytyką. Corocznie do redakcji napływało ok. 1200 listów z kraju i całego świata. Autorzy części z nich domagali się sprostowań lub wypominali pominięcie jakiegoś tematu lub aspektu. Autor odniósł się do tych żądań w posłowiu: (...) korespondenci zapominali, że w słowniku polskim istnieje do 300,000 wyrazów, że encyklopedja rzeczowa nie jest słownikiem i że gdyby miała zastąpić herbarze, słowniki i objąć dzieje kraju, rodów, ludzi i miast, to musiałaby liczyć nie 4 a najmniej 40 tomów. 
Autor oraz jego projekt wydawniczy został także skrytykowany przez niektórych dziennikarzy. Gloger stał się np. celem ataku dziennikarskiego Jaksy Radziejowskiego. W posłowiu zanotował kulisy wydarzenia: (...) nie wytknąwszy żadnego błędu w mojem dziele (poczynającem się dopiero drukować), odrazu zapragnął mu radykalnie kark skręcić, wołając, że Encyklopedja Staropolska „zrobi fatalne fiasco”, że nie daję w niej podobizn herbów, że „dla celów spekulacyjnych wyrządza ona zawód i krzywdę ogółowi”, który „opłaciwszy dzieło złe, pozna się na niem”, że wyrządziłem temu ogółowi „niedźwiedzią zaiste przysługę”, że dopuściłem się „pokrzywdzenia interesów ogólnych”, że powinienem wydawnictwo „zawiesić”, gdyż jedynie „tym sposobem (autor) zrehabilitowałby siebie i nie świecił złym przykładem” dla tych, „którzy dla miłego zysku gotowi najświętszemi frymaczyć rzeczami”. 
Bardziej merytoryczna krytyka wyszła ze środowiska naukowego. Przytacza ją polski historyk Janusz Tazbir w posłowiu do Encyklopedii staropolskiej Aleksandra Brücknera gdzie dokonuje porównania obu prac. Za słabą stronę Glogera uznaje rozważania etymologiczne dotyczące historii nazewnictwa: Stanowiły one (...) pasję Brücknera i „piętę achillesową” Glogera.
W recenzji dwóch pierwszych tomów encyklopedii Glogera w 1902 roku skrytykował to również Brückner: (...) niejedno opuszczono, wyłożono mniej dokładnie, (...) wkradły się omyłki, szczególniej przy tłumaczeniu nazwisk (herbów i rzeczy), nic dziwnego w dziele tak rozległem, obejmującem tyle materyi; że np. herb Ulina nie od francuskich »anilles, ucho kotłowe« nazwany, lecz, że to prasłowiańska nazwa topograficzna (por. Ulinka); że Junosza taki sam termin prasłowiański jak Ciołek, Lis i t. p., a nie z niemieckiego Jungochs poszedł, to wartości dzieła bynajmniej nie umniejsza; podobnie gęśl nie od kształtu gęsi, lecz od gędzenia nazwana i t. d.  Również w opinii polskiego językoznawcy Juliana Krzyżanowskiego (Gloger)... w sprawach językowych grzeszył zdumiewającą ignorancją.

## Wydania
Pierwsza edycja encyklopedii ukazała się w latach 1900–1903 i liczyła 4 tomy:
- T.1 – A-D, 316 stron, hasła Aaron-Denar, rok wyd. 1900,
- T.2 – D-K, 332 stron, hasła Departamenta-Kapelani, rok wyd. 1901,
- T.3 – K-P, 350 stron, hasła Kapelusz-Pieczęć, rok wyd. 1902,
- T.4 – P-Ż, 523 stron, hasła Pieczęcie najstarsze-Żywe obrazy, rok wyd. 1903.

Reedycje dzieła wydane zostały w PRL-u w latach 1972–1974 przez wydawnictwo Wiedza Powszechna .
Wszystkie tomy wydania 1900–1903 zostały zdigitalizowane i umieszczone w powiązanym z Wikipedią projekcie Wikiźródła – Encyklopedia Glogera w Wikiźródłach.